# Teasdale Corrie
Der Teasdale Corrie ist ein in ost-westlicher Ausdehnung etwa 600 m langer und in nord-südlicher Richtung rund 500 m breiter Bergkessel im Süden von King George Island im Archipel der Südlichen Shetlandinseln. Er liegt 480 m nordnordöstlich des Cinder Spur. An seiner Nordseite wird er flankiert durch hoch aufragende Felsvorsprünge des Dunikowski Ridge. Der Bergkessel, den Geologen zunächst irrtümlich für einen Vulkankrater hielten, wurde durch den Rückgang des Gletschereises freigelegt. Er enthält eine Reihe kleiner Seen an seinem Südrand, die durch saisonales Schmelzwasser gespeist werden.
Namensgeber ist Andrew Teasdale (* 1966), Feldforschungsassistent des British Antarctic Survey, der zwischen Januar und April 1996 in diesem Gebiet tätig war.